# Trance Atlantic Air Waves
Trance Atlantic Air Waves (también conocido por su acrónimo T.A.A.W.) es un proyecto musical ideado y desarrollado por Michael Cretu, conocido internacionalmente como el creador del proyecto musical Enigma.

## Proyecto
Tras el lanzamiento en 1996 de Le Roi Est Mort, Vive Le Roi!, tercer disco de Enigma, Cretu decidió crear un nuevo proyecto musical junto a Jens Gad, guitarrista e ingeniero de sonido con cuyos servicios llevaba contando desde el disco anterior, The Cross of Changes (1993).
En 1998, T.A.A.W. lanzó un álbum titulado The Energy of Sound. Coproducido por ambos músicos, en este trabajo se versionaron siete famosos temas instrumentales, considerados clásicos de la música moderna, junto a otros tres nuevos creados por Cretu y Gad para este disco, que sirvieron de enlace entre los demás temas, proporcionando así una sensación de unidad a la obra en su conjunto. La selección de los siete temas se realizó a partir de una lista inicial de 30 trabajos, descartándose los que no tuvieran un carácter lo suficientemente internacional o transcultural. Por este motivo, la banda sonora de la película Leon (El profesional) (Léon; 1994) fue desestimada: era conocida casi únicamente en Europa. Entre los temas que se versionaron estaban «Chase», de Giorgio Moroder; «Lucifer», de The Alan Parsons Project; o «Pulstar», de Vangelis.
La filosofía básica de este proyecto era la de reunir éxitos de distintos estilos de música instrumental de los años 1970 y 80 en un mismo álbum, adaptándolos a la cultura dj de los años 90, basada en el uso de los sintetizadores y los sistemas informáticos. El abuso de la tecnología de los samplers había conllevado a que proliferasen en aquella década de 1990 nuevas versiones de relativa calidad de aquellos temas instrumentales clásicos. Una de las intenciones de este proyecto era la de mejorar la imagen que había creado este tipo de producciones, al intentar respetar las acentuaciones, énfasis y los ritmos de las melodías originales usadas para el álbum The Energy of Sound.
Otros trabajos hechos por Michael Cretu y Jens Gad a través de Trance Atlantic Air Waves fueron las remezclas que se hicieron en el año 1999 en el sencillo «All Out of Love» de Andru Donalds, así como en el sencillo de Enigma «Gravity of Love» para su versión de Judgement Day Club Mix, que se hizo junto a Peter Ries.

## Discografía
Álbum de estudio
- The Energy of Sound (1998)

Sencillos
- «Magic Fly» (1997)
- «Chase» (1997)
- «Crockett's Theme» (1998)